# Isabelle Petter
Pour les articles homonymes, voir Petter.
Isabelle Petter née le 27 juin 2000 en Angleterre, est une joueuse de hockey sur gazon anglaise qui joue comme attaquant pour les étudiants de Loughborough et les équipes nationales d'Angleterre et de Grande-Bretagne,.

## Carrère

### Club
Petter joue au hockey de club dans la Premier Division pour le Loughborough Students.
Elle a déjà joué pour Surbiton.